# 895 Helio
895 Helio eller 1918 DU är en asteroid i huvudbältet, som upptäcktes 11 juli 1918 av den tyske astronomen Max Wolf i Heidelberg. Den är uppkallad efter grundämnet Helium.
Asteroiden har en diameter på ungefär 109 kilometer. Den tillhör och har givit namn åt asteroidgruppen Helio.